# NBA Midwest Division
La Midwest Division è stata una division della Western Conference, parte della National Basketball Association. La division è stata creata all'inizio della stagione 1970-71, quando la NBA si è espansa passando da 14 a 17 squadre, con le iscrizioni dei Buffalo Braves, dei Cleveland Cavaliers e dei Portland Trail Blazers. La NBA si è quindi riformata, dividendo le squadre in due conference, la Western e la Eastern Conference, ognuna delle quali era a sua volta suddivisa in due conference. Nella sua prima stagione, la Midwest Division era composta da quattro squadre: Chicago Bulls, Detroit Pistons, Milwaukee Bucks e Phoenix Suns. I Bulls ed i Suns arrivarono dalla Western Division, mentre i Pistons ed i Bucks dalla Eastern Division.
La division venne poi soppressa nel all'inizio della stagione 2004-2005, quando la NBA passò da 29 a 30 squadre, con la creazione degli Charlotte Bobcats. La lega infatti restò divisa in due conference, ma con ognuna di esse formata da tre division ciascuna. Le squadre della Midwest Division si divisero tra la Southwest Division e la Northwest Division. Nella sua ultima stagione, la division era formata da sette squadre: Dallas Mavericks, Denver Nuggets, Houston Rockets, Memphis Grizzlies, Minnesota Timberwolves, San Antonio Spurs e Utah Jazz. Mavericks, Rockets, Grizzlies e Spurs si unirono alla Southwest Division, mentre Nuggets, Timberwolves e Jazz passarono alla Northwest Division.
Nonostante il nome, la division era composta principalmente da squadre che si trovavano molto al di fuori del Midwest degli Stati Uniti.

## Squadre
| Squadra                                                                                        | Città, Stato                                                                         | Anno       | Da                                        | Anno      | A                  | Conference attuale |
| Squadra                                                                                        | Città, Stato                                                                         | Iscrizione | Iscrizione                                | Abbandono | Abbandono          | Conference attuale |
| ---------------------------------------------------------------------------------------------- | ------------------------------------------------------------------------------------ | ---------- | ----------------------------------------- | --------- | ------------------ | ------------------ |
| Charlotte Hornets (1988–2002; 2004–oggi)                                                       | Charlotte, North Carolina                                                            | 1989       | Atlantic Division                         | 1990      | Central Division   | Southeast Division |
| Chicago Bulls                                                                                  | Chicago, Illinois                                                                    | 1970       | Western Division                          | 1980      | Central Division   | Central Division   |
| Dallas Mavericks                                                                               | Dallas, Texas                                                                        | 1980       | —✝                                        | 2004      | Southwest Division | Southwest Division |
| Denver Nuggets                                                                                 | Denver, Colorado                                                                     | 1976       | ABA*                                      | 2004      | Northwest Division | Northwest Division |
| Detroit Pistons                                                                                | Detroit, Michigan                                                                    | 1970       | Eastern Division                          | 1978      | Central Division   | Central Division   |
| Houston Rockets                                                                                | Houston, Texas                                                                       | 1980       | Central Division                          | 2004      | Southwest Division | Southwest Division |
| Indiana Pacers                                                                                 | Indianapolis, Indiana                                                                | 1976       | ABA*                                      | 1979      | Central Division   | Central Division   |
| Memphis Grizzlies (2001–oggi) Vancouver Grizzlies (1995–2001)                                  | Memphis, Tennessee Vancouver, Columbia Britannica                                    | 1995       | —✝                                        | 2004      | Southwest Division | Southwest Division |
| Miami Heat                                                                                     | Miami, Florida                                                                       | 1988       | —✝                                        | 1989      | Atlantic Division  | Southeast Division |
| Milwaukee Bucks                                                                                | Milwaukee, Wisconsin                                                                 | 1970       | Eastern Division                          | 1980      | Central Division   | Central Division   |
| Minnesota Timberwolves                                                                         | Minneapolis, Minnesota                                                               | 1989       | —✝                                        | 2004      | Northwest Division | Northwest Division |
| Orlando Magic                                                                                  | Orlando, Florida                                                                     | 1990       | Central Division                          | 1991      | Atlantic Division  | Southeast Division |
| Phoenix Suns                                                                                   | Phoenix, Arizona                                                                     | 1970       | Western Division                          | 1972      | Pacific Division   | Pacific Division   |
| Sacramento Kings (1985–oggi) Kansas City Kings (1975–1985) Kansas City-Omaha Kings (1972–1975) | Sacramento, California Kansas City, Missouri Kansas City, Missouri e Omaha, Nebraska | 1972       | Central Division (come Cincinnati Royals) | 1988      | Pacific Division   | Pacific Division   |
| San Antonio Spurs                                                                              | San Antonio, Texas                                                                   | 1980       | Central Division                          | 2004      | Southwest Division | Southwest Division |
| Utah Jazz                                                                                      | Salt Lake City, Utah                                                                 | 1979       | Central Division (come New Orleans Jazz)  | 2004      | Northwest Division | Northwest Division |

Note
- ✝ indica una nuova squadra.
- * indica una squadra che si è fusa con una squadra di National Basketball League (NBL)

## Albo d'oro
| ^ | Miglior record della stagione |

| Stagione | Squadra           | Record       | Playoff                        |
| -------- | ----------------- | ------------ | ------------------------------ |
| 1970–71  | Milwaukee Bucks^  | 66–16 (.805) | Vinte le NBA Finals            |
| 1971–72  | Milwaukee Bucks   | 63–19 (.768) | Perse le Conference Finals     |
| 1972–73  | Milwaukee Bucks   | 60–22 (.732) | Perse le Conference Semifinals |
| 1973–74  | Milwaukee Bucks^  | 59–23 (.720) | Perse le NBA Finals            |
| 1974–75  | Chicago Bulls     | 47–35 (.573) | Perse le Conference Finals     |
| 1975–76  | Milwaukee Bucks   | 38–44 (.463) | Perse le First Round           |
| 1976–77  | Denver Nuggets    | 50–32 (.610) | Perse le Conference Semifinals |
| 1977–78  | Denver Nuggets    | 48–34 (.585) | Perse le Conference Finals     |
| 1978–79  | Kansas City Kings | 48–34 (.585) | Perse le Conference Semifinals |
| 1979–80  | Milwaukee Bucks   | 49–33 (.598) | Perse le Conference Semifinals |
| 1980–81  | San Antonio Spurs | 52–30 (.634) | Perse le Conference Semifinals |
| 1981–82  | San Antonio Spurs | 48–34 (.585) | Perse le Conference Finals     |

| Stagione | Squadra           | Record       | Playoff                        |
| -------- | ----------------- | ------------ | ------------------------------ |
| 1982–83  | San Antonio Spurs | 53–29 (.646) | Perse le Conference Finals     |
| 1983–84  | Utah Jazz         | 45–37 (.549) | Perse le Conference Semifinals |
| 1984–85  | Denver Nuggets    | 52–30 (.634) | Perse le Conference Finals     |
| 1985–86  | Houston Rockets   | 51–31 (.622) | Perse le NBA Finals            |
| 1986–87  | Dallas Mavericks  | 55–27 (.671) | Perse le First Round           |
| 1987–88  | Denver Nuggets    | 54–28 (.659) | Perse le Conference Semifinals |
| 1988–89  | Utah Jazz         | 51–31 (.622) | Perse le First Round           |
| 1989–90  | San Antonio Spurs | 56–26 (.683) | Perse le Conference Semifinals |
| 1990–91  | San Antonio Spurs | 55–27 (.671) | Perse le First Round           |
| 1991–92  | Utah Jazz         | 55–27 (.671) | Perse le Conference Finals     |
| 1992–93  | Houston Rockets   | 55–27 (.671) | Perse le Conference Semifinals |

| Stagione | Squadra                | Record       | Playoff                        |
| -------- | ---------------------- | ------------ | ------------------------------ |
| 1993–94  | Houston Rockets        | 58–24 (.707) | Vinte le NBA Finals            |
| 1994–95  | San Antonio Spurs^     | 62–20 (.756) | Perse le Conference Finals     |
| 1995–96  | San Antonio Spurs      | 59–23 (.720) | Perse le Conference Semifinals |
| 1996–97  | Utah Jazz              | 64–18 (.780) | Perse le NBA Finals            |
| 1997–98  | Utah Jazz^             | 62–20 (.756) | Perse le NBA Finals            |
| 1998–99  | San Antonio Spurs^     | 37–13 (.740) | Vinte le NBA Finals            |
| 1999–00  | Utah Jazz              | 55–27 (.671) | Perse le Conference Semifinals |
| 2000–01  | San Antonio Spurs^     | 58–24 (.707) | Perse le Conference Finals     |
| 2001–02  | San Antonio Spurs      | 58–24 (.707) | Perse le Conference Semifinals |
| 2002–03  | San Antonio Spurs^     | 60–22 (.732) | Vinte le NBA Finals            |
| 2003–04  | Minnesota Timberwolves | 58–24 (.707) | Perse le Conference Finals     |

### Vittorie per franchigia
| Squadra                | Vittoria | Stagioni vincenti                                                                                 |
| ---------------------- | -------- | ------------------------------------------------------------------------------------------------- |
| San Antonio Spurs      | 11       | 1980–81, 1981–82, 1982–83, 1989–90, 1990–91, 1994–95, 1995–96, 1998–99, 2000–01, 2001–02, 2002–03 |
| Milwaukee Bucks        | 6        | 1970–71, 1971–72, 1972–73, 1973–74, 1975–76, 1979–80                                              |
| Utah Jazz              | 6        | 1983–84, 1988–89, 1991–92, 1996–97, 1997–98, 1999–00                                              |
| Denver Nuggets         | 4        | 1976–77, 1977–78, 1984–85, 1987–88                                                                |
| Houston Rockets        | 3        | 1985–86, 1992–93, 1993–94                                                                         |
| Chicago Bulls          | 1        | 1974–75                                                                                           |
| Kansas City Kings      | 1        | 1978–79                                                                                           |
| Dallas Mavericks       | 1        | 1986–87                                                                                           |
| Minnesota Timberwolves | 1        | 2003–04                                                                                           |

## Risultati per stagione
| Legenda | Legenda                                                                        |
| ------- | ------------------------------------------------------------------------------ |
| ^       | Indica una squadra che ha vinto le NBA Finals                                  |
| +       | Indica una squadra che ha vinto le Conference Finals ma ha perso le NBA Finals |
| *       | Indica una squadra che si è qualificata per gli NBA Playoffs                   |

| Stagione | Squadra (record)     | Squadra (record)     | Squadra (record)           | Squadra (record)          | Squadra (record)     | Squadra (record)     | Squadra (record)  |
| Stagione | 1ª                   | 2ª                   | 3ª                         | 4ª                        | 5ª                   | 6ª                   | 7ª                |
| -------- | -------------------- | -------------------- | -------------------------- | ------------------------- | -------------------- | -------------------- | ----------------- |
| 1970–71  | Milwaukee^ (66–16)   | Chicago* (51–31)     | Phoenix (48–34)            | Detroit (45–37)           | —                    | —                    | —                 |
| 1971–72  | Milwaukee* (63–19)   | Chicago* (57–25)     | Phoenix (49–33)            | Detroit (26–56)           | —                    | —                    | —                 |
| 1972–73  | Milwaukee* (60–22)   | Chicago* (51–31)     | Detroit (40–42)            | Kansas City-Omaha (36–46) | —                    | —                    | —                 |
| 1973–74  | Milwaukee+ (59–23)   | Chicago* (54–28)     | Detroit* (52–30)           | Kansas City-Omaha (33–49) | —                    | —                    | —                 |
| 1974–75  | Chicago* (47–35)     | Detroit* (44–38)     | Kansas City-Omaha* (40–42) | Milwaukee (38–44)         | —                    | —                    | —                 |
| 1975–76  | Milwaukee* (38–44)   | Detroit* (36–46)     | Kansas City (31–51)        | Chicago (24–58)           | —                    | —                    | —                 |
| 1976–77  | Denver (50–32)*      | Detroit* (44–38)     | Chicago* (44–38)           | Kansas City (40–42)       | Indiana (36–46)      | Milwaukee (30–52)    | —                 |
| 1977–78  | Denver* (48–34)      | Milwaukee* (44–38)   | Chicago (40–42)            | Detroit (38–44)           | Kansas City (31–51)  | Indiana (31–51)      | —                 |
| 1978–79  | Kansas City* (48–34) | Denver* (47–35)      | Milwaukee (38–44)          | Indiana (38–44)           | Chicago (31–51)      | —                    | —                 |
| 1979–80  | Milwaukee* (49–33)   | Kansas City* (47–35) | Denver (30–52)             | Chicago (30–52)           | Utah (24–58)         | —                    | —                 |
| 1980–81  | San Antonio* (52–30) | Kansas City* (40–42) | Houston+ (40–42)           | Denver (37–45)            | Utah (28–54)         | Dallas (15–67)       | —                 |
| 1981–82  | San Antonio* (48–34) | Denver* (46–36)      | Houston* (46–36)           | Kansas City (30–52)       | Dallas (28–54)       | Utah (25–57)         | —                 |
| 1982–83  | San Antonio* (53–29) | Denver* (45–37)      | Kansas City (45–37)        | Dallas (38–44)            | Utah (30–52)         | Houston (14–68)      | —                 |
| 1983–84  | Utah* (45–37)        | Dallas* (43–39)      | Denver* (38–44)            | Kansas City* (38–44)      | San Antonio (37–45)  | Houston (29–53)      | —                 |
| 1984–85  | Denver* (52–30)      | Houston* (48–34)     | Dallas* (44–38)            | Utah* (41–41)             | San Antonio* (41–41) | Kansas City (31–51)  | —                 |
| 1985–86  | Houston+ (51–31)     | Denver* (47–35)      | Dallas* (44–38)            | Utah* (42–40)             | Sacramento* (37–45)  | San Antonio* (35–47) | —                 |
| 1986–87  | Dallas* (55–27)      | Utah* (44–38)        | Houston* (42–40)           | Denver* (37–45)           | Sacramento (29–53)   | San Antonio (28–54)  | —                 |
| 1987–88  | Denver* (54–28)      | Dallas* (53–29)      | Utah* (47–35)              | Houston* (46–36)          | San Antonio* (31–51) | Sacramento (24–58)   | —                 |
| 1988–89  | Utah* (51–31)        | Houston* (45–37)     | Denver* (44–38)            | Dallas (38–44)            | San Antonio (21–61)  | Miami (15–67)        | —                 |
| 1989–90  | San Antonio* (56–26) | Utah* (55–27)        | Dallas* (47–35)            | Denver* (43–39)           | Houston* (41–41)     | Minnesota (22–60)    | Charlotte (19–63) |
| 1990–91  | San Antonio* (55–27) | Utah* (54–28)        | Houston* (52–30)           | Orlando (31–51)           | Minnesota (29–53)    | Dallas (28–54)       | Denver (20–62)    |
| 1991–92  | Utah* (55–27)        | San Antonio* (47–35) | Houston (42–40)            | Denver (24–58)            | Dallas (22–60)       | Minnesota (15–67)    | —                 |
| 1992–93  | Houston* (55–27)     | San Antonio* (49–33) | Utah* (47–35)              | Denver (36–46)            | Minnesota (19–63)    | Dallas (11–71)       | —                 |
| 1993–94  | Houston^ (58–24)     | San Antonio* (55–27) | Utah* (53–29)              | Denver* (42–40)           | Minnesota (20–62)    | Dallas (13–69)       | —                 |
| 1994–95  | San Antonio* (62–20) | Utah* (60–22)        | Houston^ (47–35)           | Denver* (41–41)           | Dallas (36–46)       | Minnesota (21–61)    | —                 |
| 1995–96  | San Antonio* (59–23) | Utah* (55–27)        | Houston* (48–34)           | Denver (35–47)            | Minnesota (26–56)    | Dallas (26–56)       | Vancouver (15–67) |
| 1996–97  | Utah+ (64–18)        | Houston* (57–25)     | Minnesota* (40–42)         | Dallas (24–58)            | Denver (21–61)       | San Antonio (20–62)  | Vancouver (14–68) |
| 1997–98  | Utah+ (62–20)        | San Antonio* (56–26) | Minnesota* (45–37)         | Houston* (41–41)          | Dallas (20–62)       | Vancouver (19–63)    | Denver (11–71)    |
| 1998–99  | San Antonio^ (37–13) | Utah* (37–13)        | Houston* (31–19)           | Dallas* (27–23)           | Minnesota* (25–25)   | Denver (14–36)       | Vancouver (8–42)  |
| 1999–00  | Utah* (55–27)        | San Antonio* (53–29) | Minnesota* (50–32)         | Dallas* (47–35)           | Denver (35–47)       | Houston (34–48)      | Vancouver (22–60) |
| 2000–01  | San Antonio* (58–24) | Utah* (53–29)        | Dallas* (53–29)            | Minnesota* (47–35)        | Houston (45–37)      | Denver (40–42)       | Vancouver (23–59) |
| 2001–02  | San Antonio* (58–24) | Dallas* (57–25)      | Minnesota* (50–32)         | Utah* (44–38)             | Houston (28–54)      | Denver (27–55)       | Memphis (23–59)   |
| 2002–03  | San Antonio^ (60–22) | Dallas* (60–22)      | Minnesota* (51–31)         | Utah* (47–35)             | Houston (43–39)      | Memphis (28–54)      | Denver (17–65)    |
| 2003–04  | Minnesota* (58–24)   | San Antonio* (57–25) | Dallas* (52–30)            | Memphis* (50–32)          | Houston* (45–37)     | Denver (43–39)*      | Utah (42–40)      |